# جورج پارکر (ورزشکار)
جورج پارکر (انگلیسی: George Parker; ۱ ژانویهٔ ۱۸۹۶ – ۱ ژانویهٔ ۱۹۷۶) ورزشکار دو و میدانی اهل استرالیا بود.